# Castell del Paborde (Tarragona)
El Castell del Paborde o del Prepòsit i les seves dependències eren situades a l'interior de la torre romana dita actualment del Paborde o de l'Arquebisbe, al peu de la muralla romana, darrere el costat nord-est del conjunt catedralici. A l'edat mitjana, tota aquesta àrea era anomenada Puig Sarrier.

## Història
La fortalesa podria haver estat l'antiga casa de l'orde del Temple a Tarragona però la primera notícia documentada que es té del castell del Paborde apareix en una carta d'instrucció dels canonges de Tarragona atorgada per l'arquebisbe Bernat Tort l'any 1154. Els donava un monestir en forma de fortalesa per tal que es poguessin defensar dels corsaris sarraïns. En aquesta fortalesa, el paborde, (administrador general o prepòsit i principal dignitat de l'arquebisbat) i els canonges, disposaven de cellers i graners, refetor, dormidor, cuina i sala capitular.
L'any 1391, l'arquebisbe Ènnec de Vallterra intentà permutar el seu castell de l'Arquebisbe per la fortalesa del Paborde, però aquest intent de permuta no reeixí. L'any 1410 s'extingí la pabordia i les rendes d'aquesta dignitat foren repartides en altres diversos càrrecs o dignitats catedralícies i el castell fou lliurat a l'arquebisbe. Al segle xvi, els prelats tarragonins van abandonar el seu estatge, el castell del Patriarca i s'instal·laren en l'antiga fortalesa de la Pabordia. La consideraven un lloc més apropiat per tal de refugiar-se, tant dels avalots populars com dels atacs dels corsaris. Això explica que aquest antic castell del Paborde esdevingués el Palau de l'Arquebisbe, precedint a l'actual que s'edificà l'any 1814.

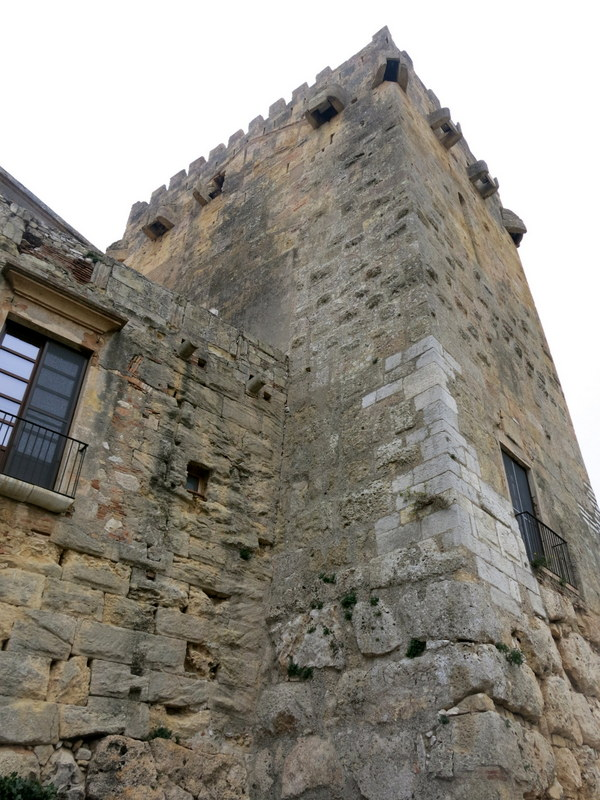
Castell del Paborde Torre (Febrer 2014)

## Arquitectura
Aquesta fortificació aprofitava una torre de la muralla romana i resten alguns vestigis d'època medieval. La torre és de planta quadrada i fa uns 20 m d'alt; la base està formada per grans carreus d'època romana. Els vestigis medievals s'observen en algunes filades de carreus del parament, alguns dels quals són encoixinats i conserven marques de picapedrer. A l'interior hi ha una sala coberta amb volta de canó apuntada. On arrenca la volta encara són visibles algunes mènsulesi la base d'un trespol. També és d'origen medieval una part d'escala de cargol.
A l'exterior, en la façana nord de la torre hi ha una finestra d'arc de mig punt i per damunt, la torre es corona amb merlets sota dels quals hi ha un triple fris d'espitlleres, així com l'empremta d'un possible cadafal.
L'aparell constructiu, el tipus de merlets, la finestra d'arc de mig punt, la coberta de la volta de la sala interior i altres elements permeten establir la datació entre els segles xii i xiii.